# Пасео-де-Грасия
Пасео-де-Грасия (кат. Passeig de Gràcia; исп. Paseo de Gracia) — один из главных проспектов Барселоны (Каталония) и один из важнейших торговых и деловых районов города, в котором расположено несколько из самых знаменитых архитектурных памятников города. Он расположен в центральной части Эшампле, простираясь от Пласа-де-Каталуньи до Каррер-Гран-де-Грасии.
Пасео-де-Грасия считается самой дорогой улицей Барселоны и Испании.

## История

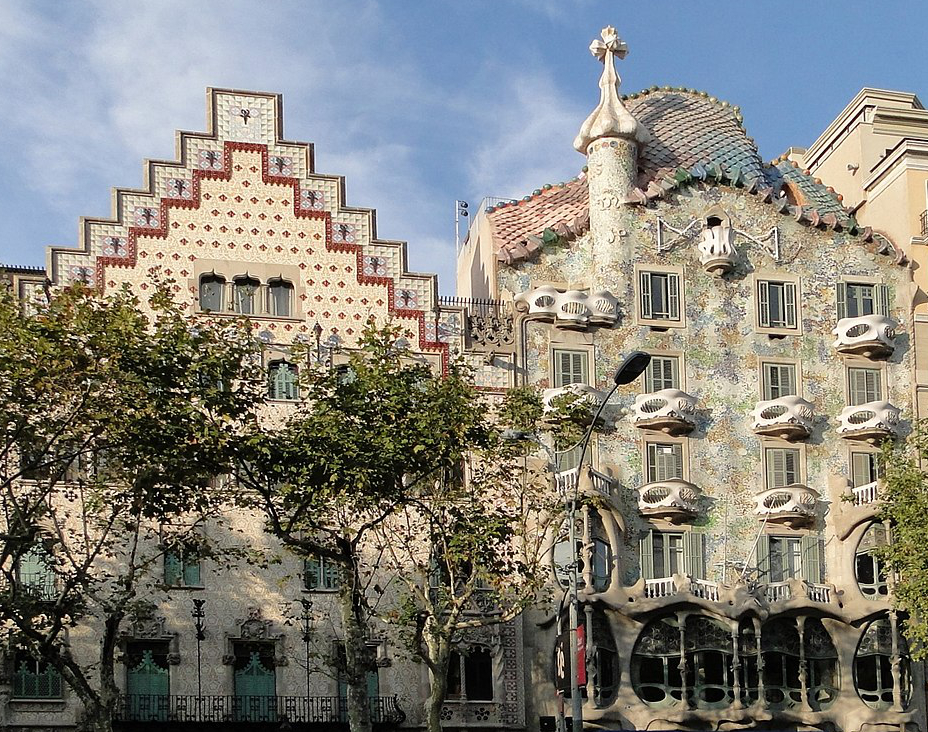
Дом Амалье и Каса-Батльо

Ранее известная как Ками-де-Хесус ("дорога Иисуса") Пасео-де-Грасия первоначально была немногим больше, чем фактически сельской улочкой, окружённая садами и соединяющая Барселону и Грасию, которая тогда была ещё отдельным городом. Такой вид она сохраняла и во время первого проекта урбанизации в 1821 году, который был разработан либеральным городским советом и возглавлялся Рамоном Планой. Этот проект пришлось отменить из-за эпидемий, бушевавших в то время в Барселоне.
После падения либерального правительства и с возвращением абсолютизма в 1824 году проект был вновь взят на вооружение генералом Хосе Бернальдо де Киросом, маркизом Кампо-Саградо. В 1827 году ширина нового проспекта составляла 42 метра, и он стал излюбленным местом для аристократов, демонстрировавших там свои навыки верховой езды и дорогие конные экипажи на протяжении всего XIX века.
В 1906 году архитектор Пере Фалькес-и-Урпи разработал для проспекта знаменитые витиеватые скамейки и уличные фонари. К тому времени Пасео-де-Грасия стала самой модной улицей Барселоны, со зданиями, спроектированными архитекторами в стилях модерна и ар-нуво, такими как Антонио Гауди, Пере Фалькес-и-Урпи, Жозеп Пуч-и-Кадафалк, Льюис Доменек-и-Монтанер, Энрик Санье и Жосеп Вилазека-и-Казановас.
Правительство Страны Басков (баск. Eusko Jaurlaritza) базировалось в здании по адресу Пасео-де-Грасии, 60 во время Гражданской войны в Испании. Каталонский поэт Сальвадор Эсприу жил в доме Каса-Фустер (Пасео-де-Грасия, 132)

## Известные здания
- Илья-де-ла-Дискордия

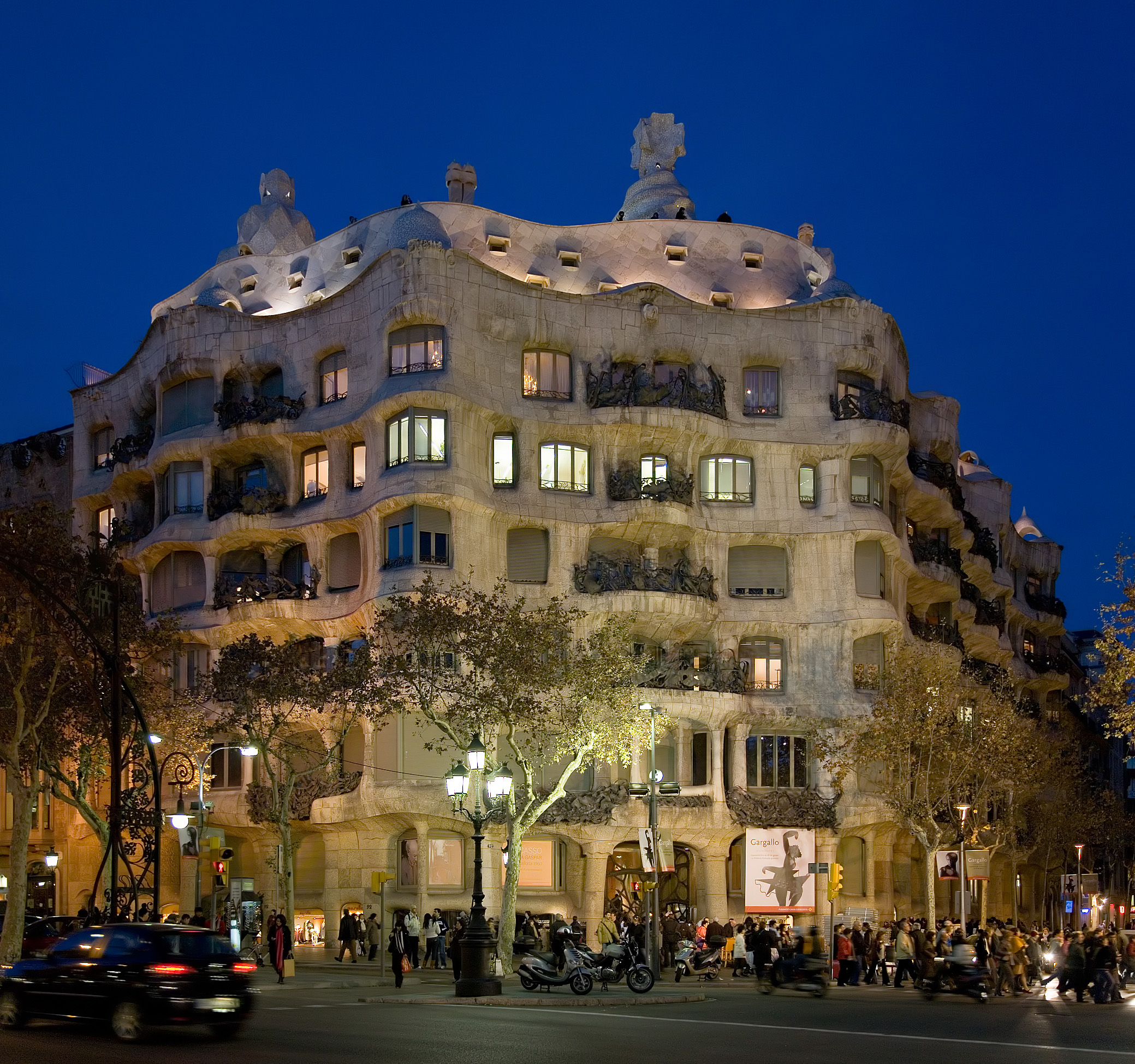
Каса-Мила

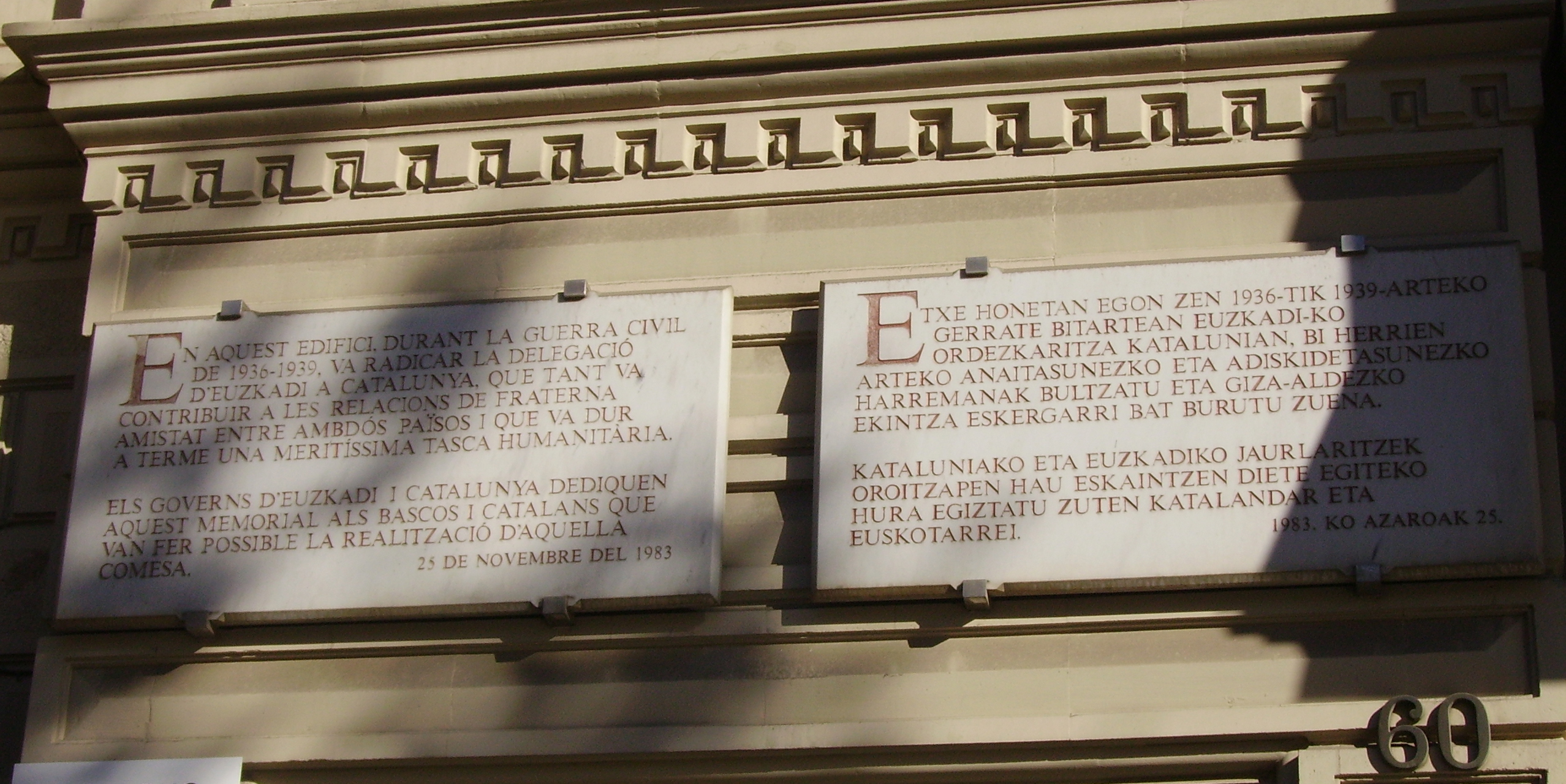
Памятная доска, посвящённая правительству Страны Басков.

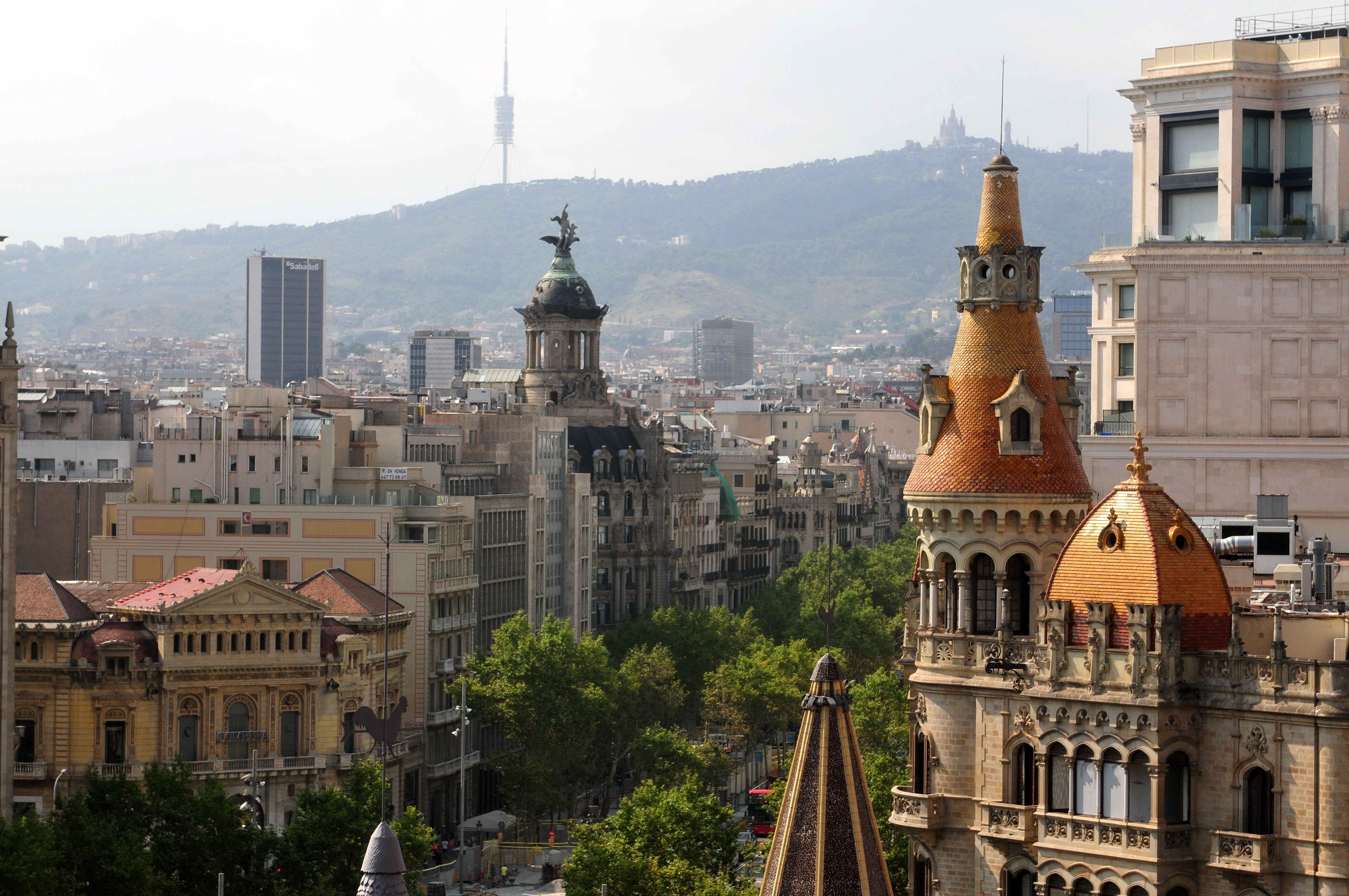
Касес-Рокамора

  - Дом Амалье, архитектор Жозеп Пуч-и-Кадафалк (1890-1900)[2]
  - Каса-Батльо, архитектор Антонио Гауди (1904-1906)[2]
  - Дом Льео-и-Мореры, архитектор Доменек-и-Монтанер, Льюис (1902-1906)[2]
  - Музей парфюмерии
- Касес-Антони-Рокамора, архитектор Жозеп Бассегода-и-Амиго (1914-1917)
- Каса-Бонавентура-Феррер, архитектор Пере Фалькес-и-Урпи (1906)
- Каса-Фустер, архитектор Жозеп Пуч-и-Кадафалк (1908-1911)
- Каса-Мила "La Pedrera" , архитектор Гауди, Антонио (1905-1910)[2]
- Каса-Понс-и-Паскуаль, архитектор Энрик Санье (1891)
- Каса-Рамон-Касас, архитектор Антони Ровира-и-Рабасса (1898)
- Отель Мажестик (1918)
- Палау-Роберт (1903)

## Транспорт
- Пасео-де-Грасия (станция метро)
- Диагональ (станция метро)
- Пасео-де-Грасия (железнодорожная станция)